# Серапион Тмуитский
Серапио́н Тмуи́тский (Серапион Исповедник, Серапион Схоластик, греч. Α΄ Σεραπίων Θμούεως; начало IV века — после 362 года) — святой, исповедник. В начале жизни монах, затем епископ. Сподвижник Афанасия Великого, участник Сардикийского собора. Автор рукописей о литургике и церковной жизни.
Дни памяти:
- в католической церкви — 21 марта
- в коптской церкви — 7 марта
- в православной церкви: не включён в месяцеслов Русской Православной Церкви и византийские синаксари, однако имеются данные о почитании его памяти 7 февраля[5] либо 21 марта[6][7]

## Жизнеописание
Дата рождения Серапиона неизвестна; «Католическая энциклопедия» (1913) сообщает о начале жизни будущего подвижника только, что его родители были христианами. Учился он в Александрии; возможно, под личным руководством епископа александрийского Афанасия Великого (298—373), который всегда высоко ценил Серапиона. Некоторое время спустя Серапион стал во главе монастыря. Ещё через несколько лет, но до 343 года («Азбука католицизма» полагает, что около 339 года) Серапион был рукоположён в епископы города Тмуита (греч. Θμουίς) в Нижнем Египте.
В чине епископа Серапион принял участие в Сардикийском соборе, на котором, как и Афанасий, защищал Никейский Символ веры против ариан. Следом за Сократом Схоластиком и Созоменом вплоть до конца XIX века этот собор датировали 347 годом; такую дату приводит, в частности, энциклопедия Ф. А. Брокгауза и И. А. Ефрона, что соответственно сдвинуло и предполагаемую дату рукоположения Серапиона в епископы. В данной статье все даты жизни Серапиона приводятся по «Католической энциклопедии» 1913 года.
В 355 году («Азбука католицизма» называет 356 год) Афанасий отправил Серапиона и ещё четырёх египетских епископов в посольство к Констанцию II (римский император в 337-361 годах), чтобы вновь отвести наговоры ариан в свой адрес.
В 359 году (в электронной версии «Католической энциклопедии» из-за ошибки OCR указан 350 год, сверено по оригиналу) арианин Георгий, антипатриарх Александрийский изгнал Серапиона с епископской кафедры в Тмуите и отправил его в ссылку. Это гонение послужило основанием для прославления Серапиона в лике исповедника (Серапион Исповедник упомянут у св. Иеронима Стридонского и в римском мартирологе на 21 марта).
Умер Серапион после 362 года.

## Труды
В период 358-62 годов Серапион вёл переписку с Афанасием по богословским вопросам. Афанасий направил ему письмо по поводу смерти Ария, а также четыре эпистолы догматического содержания: одна о Сыне Божием и три о Святом Духе. За глубину богословский познаний Иероним также назвал Серапиона «Схоластик», указав в числе его трудов трактат против манихейцев, комментарии к псалмам и ряд посланий разным корреспондентам.
Трактат Серапиона о псалмах утерян. Трактат о манихейцах вошёл в издание Basnage (1725 год), и с него был перепечатан Ж.-П.Минем с добавлением фрагмента, вновь обнаруженного и опубликованного в 1894 году Бринкманном. Из других писем Серапиона — одно к епископу Евдоксию (англ. Eudoxios), письмо александрийским отшельникам о достоинстве религиозной жизни, фрагмент письма № 23, три фрагмента писем на сирийском и письмо об Отце и Сыне, впервые опубликованное в 1898 году Воббермином из архивного фонда MS.149 монастыря Лауры на Святой горе.
Большую ценность представляет «Евхологий» (греч. Eὐχολόγιον), куда вошло 30 молитв, относящихся к чинам Евхаристии, крещения, конфирмации, рукоположения во священники, елеопомазания, погребения.

## Евхологий Серапиона
Вплоть до конца XIX века «Евхологий Серапиона, епископа Тмуитского» был неизвестен. Открыл его для мировой науки в 1894 году русский профессор А. Дмитриевский, обнаруживший этот труд в рукописи X века, которая хранилась в библиотеке Великой Лавры на Афоне. Впервые вновь найденный манускрипт был напечатан в «Трудах Киевской Духовной Академии». Об этом было своевременно сообщено и в западной научной литературе. В библиографии Дмитриевского публикация материала про «Евхологий» датируется 1894 годом («Евхологион IV века Сарапиона, епископа тмуитского», Киев, 1894).
«Однако в 1898 году некий немецкий профессор Вобермин снова „открыл“ Евхологий и издал его в Лейпциге в серии „Texte & Untersuchungen“»" — справедливо возмущался архимандрит Киприан (Керн) на лекциях, которые он читал несколько лет спустя в Париже (позже лекции изданы в сборнике «Евхаристия»). Зарубежные учёные поддержали приоритет русской науки, и в 1899 году в том же «Byzantinische Zeitschrift» Ed. Kurz восстановил истину; в дальнейшем ссылки на Дмитриевского давали Шерман, Брайтмана, о. Каброль и Функ. В 1894 году (приоритет Дмитриевского) «некоему немецкому профессору Вобермину» (1869—1943) было всего 25 лет. Изданная им спустя четыре года статья о раннехристианской литургии, составленная по тем же материалам, что и у Дмитриевского, в научном послужном списке Вобермина — первая публикация, для которой указан год издания.
Из 30 молитв Евхология 18 относятся к литургии, семь к крещению и конфирмации, три святых последования, два на исцеление болящих и одна на отпевание. В порядке, в котором их впоследствии расставил Брайтман (Brightman), молитвы и их перевод на латинский были изданы Функом в «Дидаскалии» под общим заголовком «Sacramentarium Serapionis» (с лат. — «Сакраментарий Серапиона»). Под названием «Sacramentary of Serapion of Thmuis» эти молитвы перевёл на английский Wordsworth, который включил их в «Требник епископа Серапиона» (англ. Bishop Serapion's Prayer Book). Этот евхологий является важным источником в изучении египетской литургии IV века.